# Endecatomus reticulatus
Endecatomus reticulatus е вид двукрило насекомо от семейство Endecatomidae.
Този бръмбар е реликва от праисторическите гори. Става активен късно привечер.

## Разпространение и местообитание
Обитава плесенясали широколистни дървета. В Европа това е единственият представител на семейството. Среща се в Австрия, Белгия, Германия, Естония, Италия, Полша, Румъния, Русия, Словакия, Словения, Унгария, Франция, Холандия, Швейцария и Чехия.

## Хранене
Храни се с гъби.